# Trieste (singolo)
Trieste è un singolo del cantautore italiano Lucio Corsi, pubblicato il 1º maggio 2020 come terzo estratto dall'album Cosa faremo da grandi?.
È stato prodotto da Francesco Bianconi e Antonio "Cooper" Cupertino per l'etichetta Sugar Music.

## Descrizione
Il brano racconta una storia ambientata nella città di Trieste che vede come protagonista la bora. Il cantautore, spiegando il significato del brano per la rivista Rolling Stone, ha dichiarato:

## Video musicale
Il videoclip del brano, diretto da Tommaso Ottomano e prodotto da The Box Films e Sugar Music, è stato pubblicato in anteprima il 22 aprile 2020 sul sito del Corriere della Sera e poi il giorno successivo sul canale YouTube del cantautore.

## Classifiche
| Classifica (2025) | Posizione massima |
| ----------------- | ----------------- |
| Italia            | 85                |